# Aceite de pino
El aceite de pino es un aceite esencial obtenido por destilación por arrastre de vapor de agujas, ramitas y conos de distintas especies de pino, en especial Pinus sylvestris, o pino marítimo (y su destilado: trementina).
Se utiliza en aromaterapia, como un olor en los aceites de baño, como un producto de limpieza, y como lubricante en instrumentos mecánicos pequeños y caros. Como es natural, es desodorizante, y antibacteriano. También se puede utilizar como desinfectante, aceite de masaje y antiséptico. También se utiliza como un herbicida orgánico eficaz donde su acción es modificar la cutícula cerosa de las plantas, produciendo la desecación de las hojas herbáceas.
El aceite de pino se distingue de otros productos de pino, tales como la trementina, la fracción de bajo punto de ebullición de la destilación de la savia de pino, y colofonia, el alquitrán espeso que queda después de destilar la trementina.
Químicamente, el aceite de pino se compone principalmente de alcoholes terpénicos cíclicos. También puede contener hidrocarburos terpénicos, éteres y ésteres. La composición exacta depende de varios factores, tales como la variedad de pino de la que se produce, su edad, y las partes del árbol utilizado.